# Dasan Agung Baru
Dasan Agung Baru is een bestuurslaag in het regentschap Mataram van de provincie West-Nusa Tenggara, Indonesië. Dasan Agung Baru telt 7529 inwoners (volkstelling 2010).